# Jouaville
Jouaville é uma comuna francesa na região administrativa de Grande Leste, no departamento de Meurthe-et-Moselle. Estende-se por uma área de 11,32 km². Em 2010 a comuna tinha 302 habitantes (densidade: 26,7 hab./km²).